# آن گری
آن گرِی (انگلیسی: Anne Grey؛ ‏ ۶ مارس ۱۹۰۷ – ۳ آوریل ۱۹۸۷) بازیگر اهل بریتانیا بود.
از فیلم‌ها یا برنامه‌های تلویزیونی که وی در آن نقش داشته‌است می‌توان به شماره هفده و بانی اسکاتلند اشاره کرد.